# El Carmen (Chili)
Pour les articles homonymes, voir El Carmen.
El Carmen est une commune du Chili faisant partie de la province de Diguillín, elle appartient à la région de Ñuble.

## Géographie

### Situation
Le territoire de la commune de El Carmen est situé dans la vallée centrale du Chili et s'étend à l'est jusqu'aux contreforts de la cordillère des Andes. La limite nord de la commune longe le rio Diguillín tandis que la partie sud est délimitée par le río Palpal. Le chef-lieu de la commune se trouve dans la plaine sur la rive sud du rio Chillan. La commune est située à 404 km à vol d'oiseau au sud-sud-ouest de la capitale Santiago et à 33 km au sud de Chillán capitale de la Province de Ñuble.

### Démographie
En 2012, la population de la commune s'élevait à 12 302 habitants. La superficie de la commune est de 664 km2 (densité de 19 hab./km2),.

Position d'El Carmen (en rouge) au sein de la Région du Biobío.